# Hasselt (Overijssel)

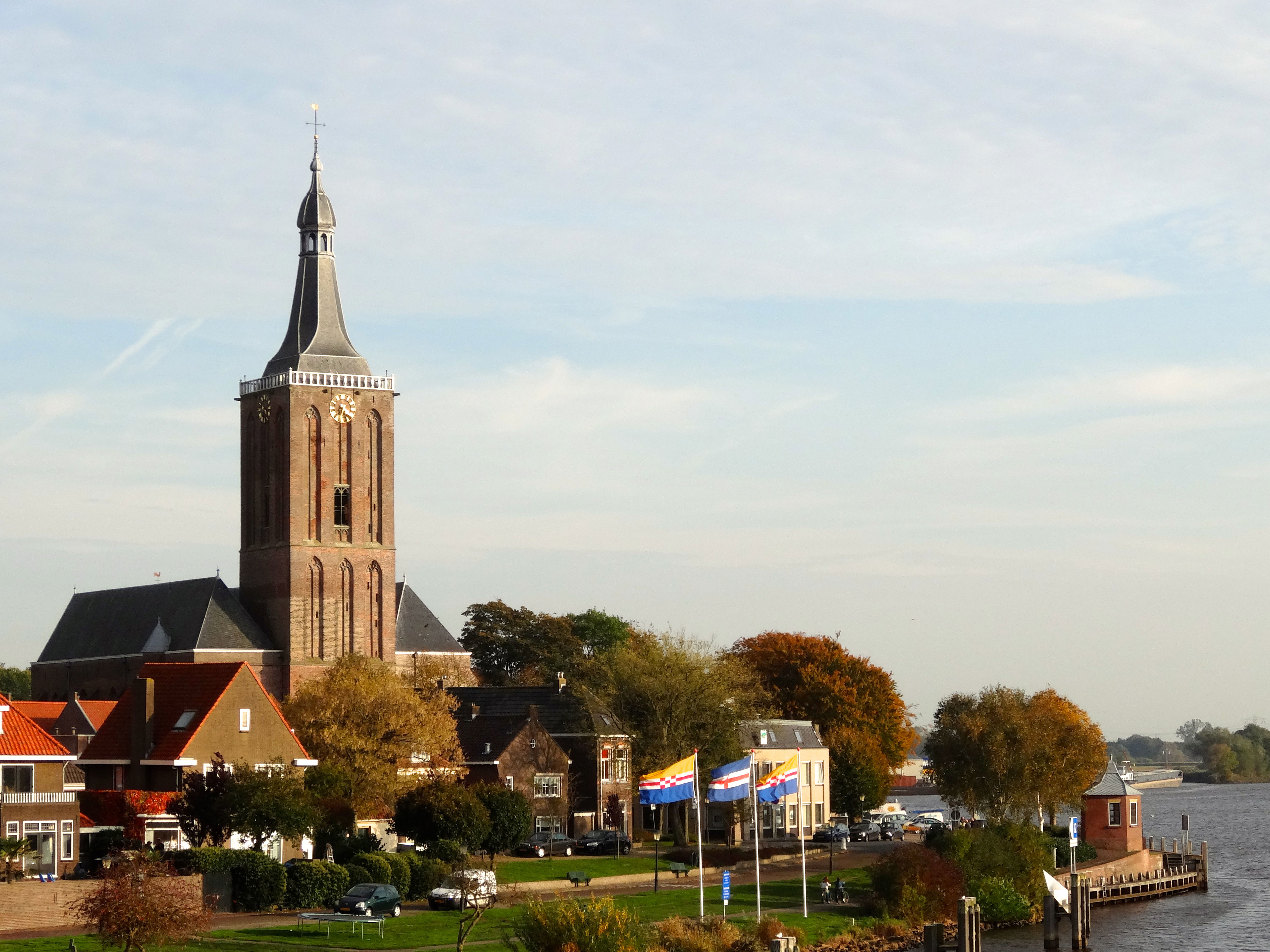
Veduta di Hasselt

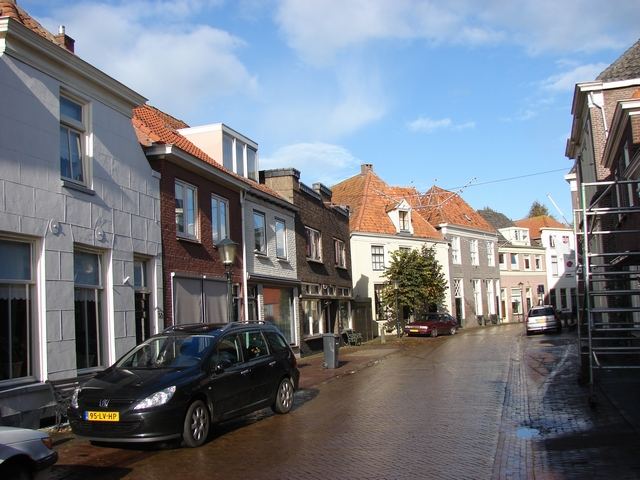
Il centro storico di Hasselt

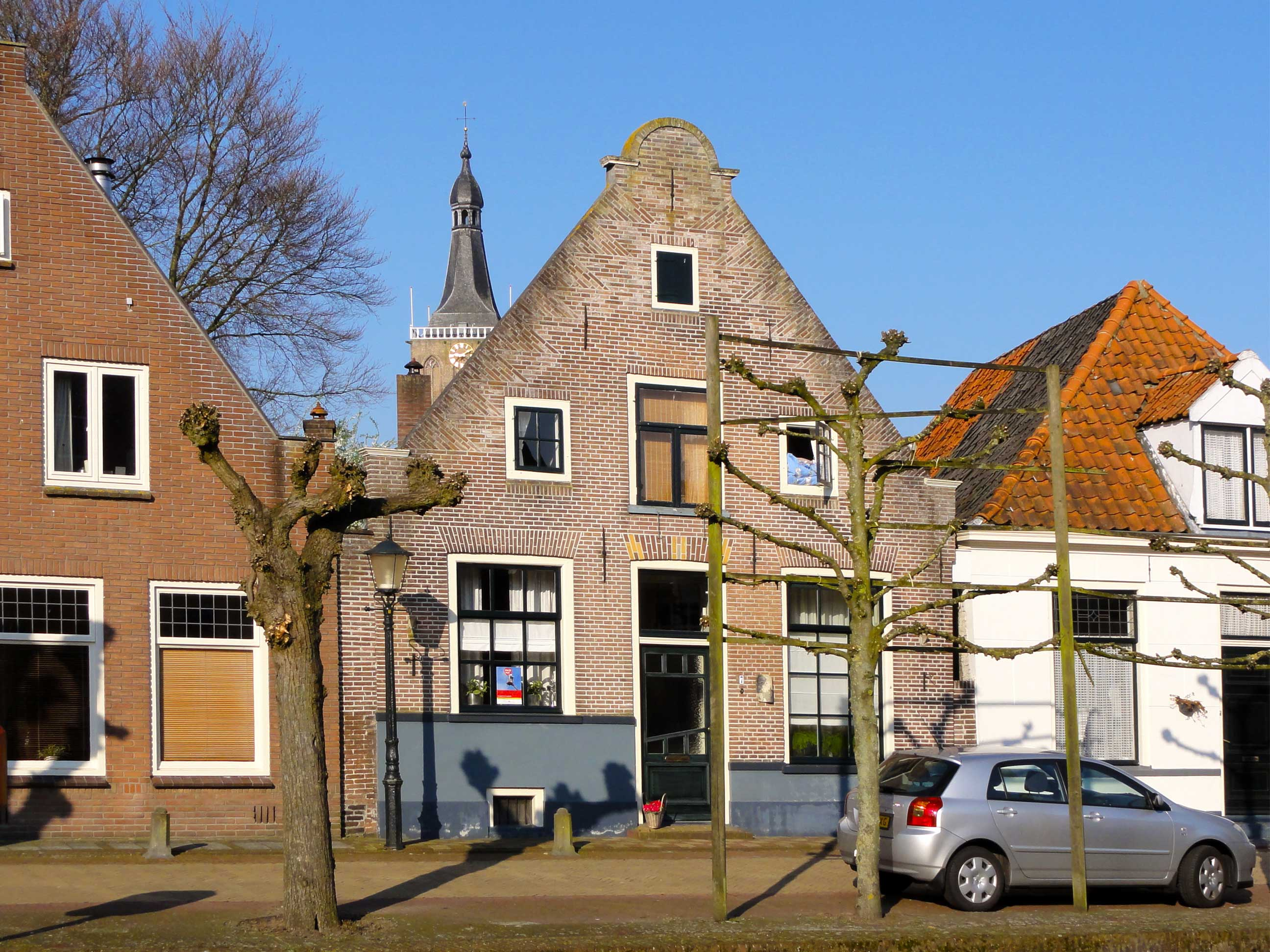
Hasselt: edifici sul Brouwersgracht

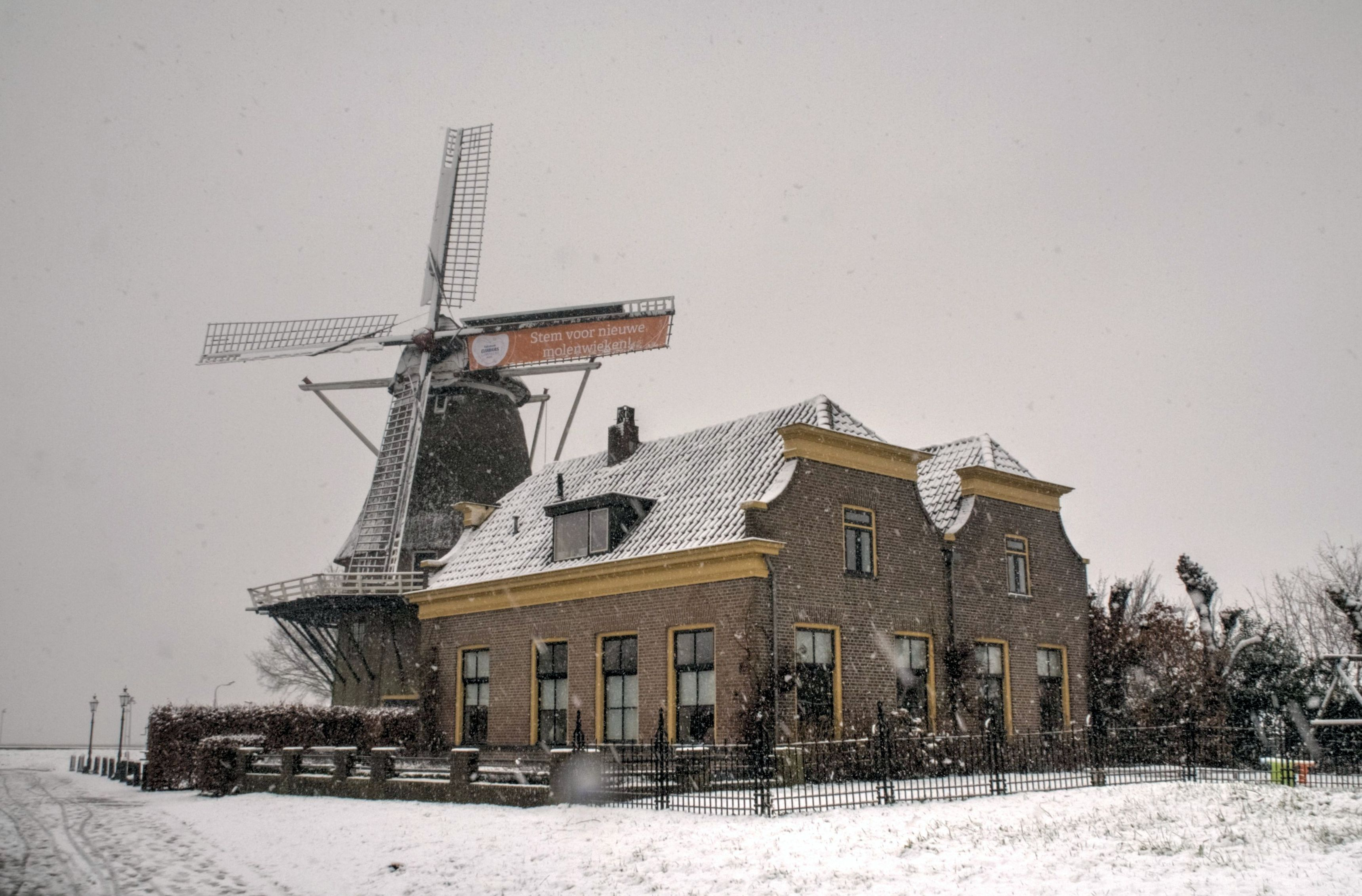
Paesaggio invernale di Hasselt

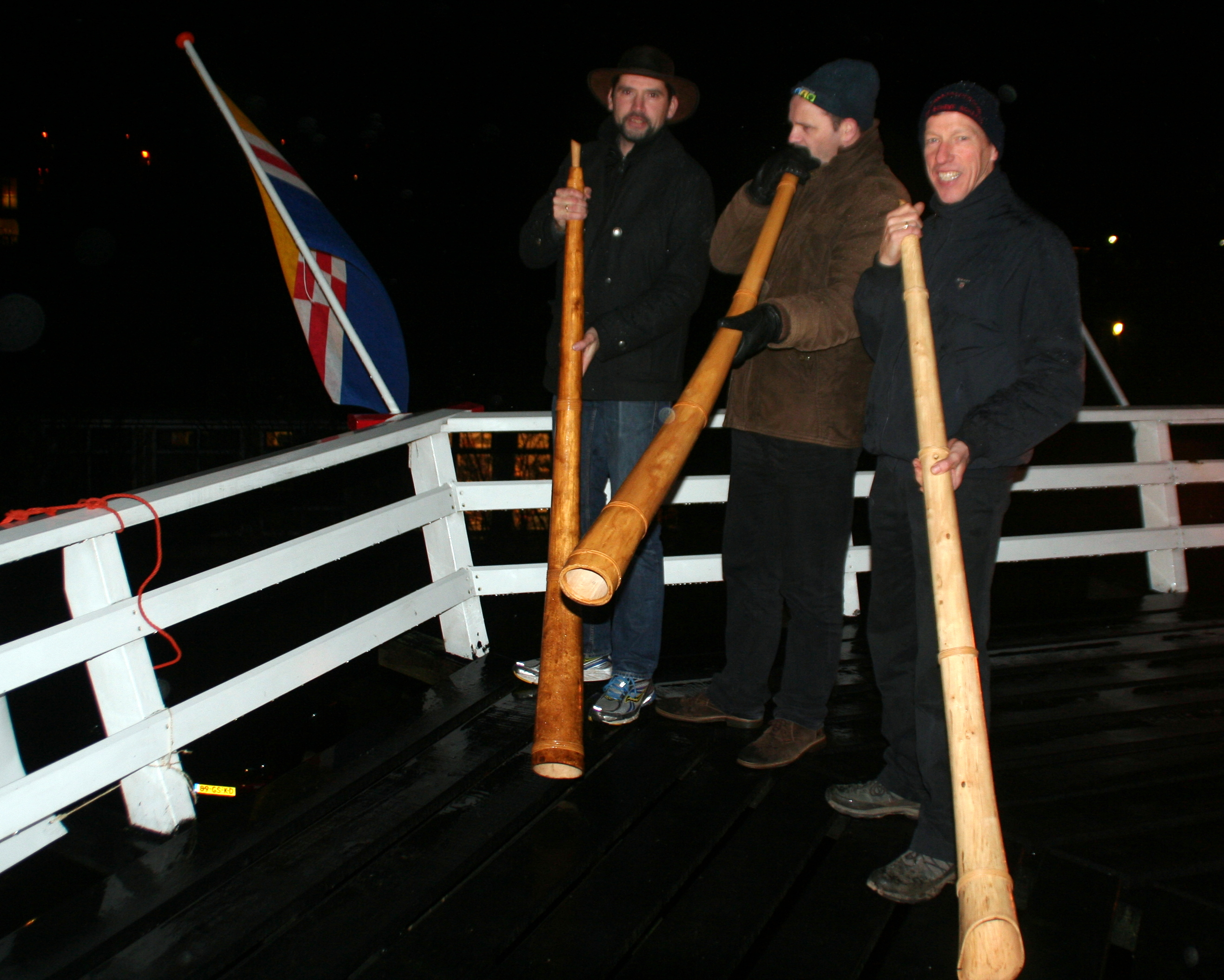
Suonatori di midwinterhoorn durante il periodo natalizio a Hasselt

Hasselt è una cittadina di circa 7.000 abitanti del nord-est dei Paesi Bassi, facente parte della provincia dell'Overijssel e situata lungo il corso dello Zwarte Water, nella regione nota come Kop van Overijssel. Antica città anseatica, dal punto di vista amministrativo è un ex-comune, dal 2001 inglobato nella nuova municipalità di Zwartewaterland, di cui è il capoluogo assieme a Genemuiden.

## Geografia fisica
Hasselt si trova nell'estremità nord-orientale della provincia dell'Overijssel, tra le località di Zwolle e Zwartluis (rispettivamente a nord della prima e a sud della seconda) e tra Kampen/IJsselmuiden e Nieuwleusen (rispettivamente ad est delle prime e ad ovest delle seconde), a pochi chilometri a sud-est di Genemuiden.,

## Origini del nome
Il toponimo Hasselt, attestato anticamente come Haslet (1227), Hasle (1260), Hasselst (1346), Hasselte (prima metà del XIV secolo), è formato dal termine germanico *hasla, ovvero "nocciola" o "nocciolo", più il suffisso germanico *-iþja e significa quindi "boschetto di nocciole/noccioli".

## Storia

### Dalla fondazione ai giorni nostri
Nella prima metà del XIII secolo Hasselt si trovava in un territorio noto come Het Oversticht, che era posto sotto il controllo dei vescovi di Utrecht.
Intorno al 1252, fu concesso a Hasselt dal vescovo Hendrik van Vianden lo status di città. In quello stesso periodo, la località entrò anche a far parte della Lega Anseatica.
Nel 1328, Hasselt ottenne la libertà doganale e nel 1357 le fu concesso il diritto di tenere un mercato settimanale e un mercato annuale.
Nel XVII secolo, Hasselt era un'importante città fortificata. In seguito, i bastioni furono ampliati per volere del principe Maurizio.
| Mappa di Hasselt nell'Atlante Blaeu del 1649 |

### Simboli
Nello stemma di Hasselt, di color blu con corona, è raffigurata una bandiera bianca con croce rossa. Lo stemma è retto da San Stefano.
La croce fa forse riferimento ai vescovi, ma il suo significato resta oscuro. San Stefano comparve invece a fianco dello stemma nel XVII secolo.

## Monumenti e luoghi d'interesse
Hasselt conta 74 edifici classificati come rijksmonumenten.
Il suo centro storico, dichiarato protetto nel 1982, è caratterizzato dalla presenza di alcuni canali (il Baangracht, il Brouwersgracht, lo Heerengracht, il Prinsengracht) che hanno valso a Hasselt l'appellativo di "piccola Amsterdam".

### Architetture religiose

#### Chiesa di San Stefano
Principale edificio religioso di Hasselt è la Grote Kerk o chiesa di San Stefano, situata nel Markt e costruita alla fine del XV secolo in sostituzione di una preesistente chiesa romanica, distrutta da un incendio nel 1380.
|  |

#### Cimitero ebraico
A Hasselt si trova anche un cimitero ebraico, realizzato a partire dal 1774.
|  |

### Architetture civili

#### Antico municipio
Altro edificio d'interesse ancora è l'antico municipio, costruito in stile tardo gotico nel 1550.
|  |

#### Mulino De Zwaluw
Altro edificio d'interesse ancora è il mulino De Zwaluw, costruito originariamente nel 1784, ma completamente ricostruito nel 1857 dopo un incendio. Questo mulino si è aggiudicato il BankGiro Loterij Molenprijs nel 2016.
|  |

#### Heilige Geestgasthuis e le Zeven Huisjes
Altro edificio d'interesse è poi la Heilige Geestgasthuis, l'antico ospizio per i poveri risalente al 1391, dietro al quale si trovano le Zeven Huisjes ("Sette case"), costruite nel 1617.

#### Casa natale di Kiliaen van Rensselaer
Altro edificio d'interesse è la casa natale del commerciante di diamanti Kiliaen van Rensselaer, un edificio gotico del XV secolo situato al nr. 12 della Hoogstraat.

#### Forni per la calce
Costituiscono inoltre ora un'attrattiva turistica gli antichi forni per la calce, che un tempo facevano funzionare la più antica attività industriale della città.

## Società

### Evoluzione demografica
Al censimento del 1º novembre 2016, Hasselt contava una popolazione pari a 7.045 abitanti.

## Cultura

### Eventi
- Kalkovendag (in un sabato in giugno)[2]
- Dweildag Hasselt (in un sabato in giugno)[2]
- Euifeest (in agosto)[2]
- W.G. van de Hulstfestival (ultima settimana di dicembre)[2]

## Geografia antropica

### Suddivisioni amministrative
Buurtschappen
- Genne
- Genne Overwaters
- Holten
- Roebolligehoek
- Streukel